# Ensemble La Fenice
Pour les articles homonymes, voir La Fenice (homonymie).
L’Ensemble La Fenice est un ensemble de musique baroque créé en 1990 par Jean Tubéry, qui se consacre au répertoire de musique s'étendant du début du XVIe siècle au milieu du XVIIIe siècle.

## Historique
L’ensemble réunit des musiciens reconnus pour leurs compétences et place le cornet à bouquin au cœur de son répertoire. Il a été monté au départ pour l'enregistrement de musique vénitienne du XVIe siècle, l’Héritage de Monteverdi. Dès sa première année d'existence en 1990, l'ensemble La Fenice a gagné le concours international de musique ancienne de Bruges et en 1992 celui de Malmö. L'Ensemble La Fenice est invité dans la plupart des grands festivals internationaux de musique ancienne et baroque, et voit ses enregistrements régulièrement plébiscités par la presse spécialisée.
La Fenice est en résidence en région Bourgogne-Franche-Comté depuis 2001, d'abord à Sens pendant sept ans puis à Auxerre à partir de 2009. Elle bénéficie de subventions de l'état, de la région et du département mais a perdu en 2016 celles de la ville d'Auxerre. De nouveau en résidence à Sens à partir de 2017, le groupe enregistre Natura Amorosa en 2021 puis élabore un CD-livre, Misteri Gloriosi, enregistré à Vézelay et paru en 2022.
En juillet 2024, la fédération des ensembles vocaux et instrumentaux spécialisés (FEVIS) exclut l'Ensemble La Fenice dirigée par Jean Tubéry. En effet, ce dernier a été condamné en juin 2024 pour des « propos à connotation sexuelle imposés de manière répétée » dans le cadre d’une position d’autorité. La FEVIS entend ainsi affirmer un « engagement absolu en faveur des victimes, pour que cessent les comportements violents ».

## Discographie (sélection)
- 1990-2005 - collection L'Héritage de Monteverdi (Ricercar), 7 volumes,
- 1995 - Michael Praetorius, Terpsichore Musarum (1612), avec le Ricercar Consort et la Bande des luths (Ricercar),
- 1996 - Maurizio Cazzati, Sonates, antiennes et requiem (Adda/Accord), avec María Cristina Kiehr,
- 1996 - Giovanni Gabrieli, In Festo Sanctissimae Trinitatis, avec Ricercar Consort (Ricercar),
- 2000 - Marc-Antoine Charpentier, (Messe en la mémoire d'un Prince), Messe pour les Trépassés à 8 H.2, Motet pour les Trépassés H.311, Miserere des Jésuites H.193, Chœur de Chambre de Namur et L'Ensemble La Fenice, dir. Jean Tubéry (Virgin Veritas),
- 2001 - Pierre Menault, Vêpres pour le Père La Chaize, avec le Chœur Arsys-Bourgogne (K617),
- 2001 - Johann Sebastian Bach, Ex libris. The Musical Library of J. S. Bach, avec Salomé Haller, soprano; Hans Jörg Mammel, ténor (Opus 111/Naïve),
- 2002 - Giovanni Battista Bassani, La Morte Delusa (oratorio), avec E. Galli, soprano ; P. Jaroussky, contre-ténor; F. Piolino, tenore; J.-C. Sarragosse, basso (Opus 111/Naïve),
- 2002 : Œuvres de Bovicelli, Frescobaldi, Monteverdi Vespro a voce sola (Naïve / Festival d'Ambronay), Carlos Mena (alto),
- 2002 - Pierre Tabart : Opere sacre per coro, avec l'Ensemble Jacques Moderne (Virgin Classics Musique à Versailles),
- 2003 - Matheo Romero, Office pour l'Ordre de la Toison d'Or, avec le Chœur de Chambre de Namur (Ricercar),
- 2004 - Un Concert pour Mazarin, con Philippe Jaroussky, contre-ténor (Virgin Classics),
- 2004 - Il Canzoniere. La poesia di Francesco Petrarca nel Seicento, avec Maria Cristina Kiher et Stephan Van Dick (Ricercar),
- 2006 - Giacomo Carissimi, Vanitas Vanitatum, avec le Chœur de Chambre de Namur (Cyprés),
- 2007 - Marc-Antoine Charpentier, Te Deum H.146, Messe pour les Instruments au lieu des orgues H.513, avec le Chœur de Chambre de Namur, l’orchestre Les Agrémens et L'Ensemble La Fenice (Ricercar)
- 2007 - Un camino de Santiago, avec Arianna Savall (Ricercar),
- 2011 - Jauchzet dem Herren. Psaumes de David au XVIIe siècle en Allemagne, avec Hans-Jörg Mammel (Alpha),
- 2014 - Henry Purcell, Serenading Songs and Grounds, avec Céline Scheen, Hana Blazikova, Paulin Bündgen, Jan Van Elsacker, Stefan Mac Leod (Ars Produktion),
- 2014 - Passaggi da Napoli a Venetia, avec Jérémie Papasergio, Jérôme Huille, Matthias Spaeter, Thomas Dunford, Jean-Marc Aymes, Luca Guglielmi, Philippe Grisvard (Ars Produktion),
- 2015 - Natale in Italia avec Dagmar Saskova, soprano ; Jan van Elsacker Ténor (Ars Produktion).

## Sources
1. ↑  Présentation sur le site de l'Ensemble
2. ↑  « La Fenice de Tubéry doit quitter Sens, mais pourrait renaître ailleurs », sur Diapason, 12 septembre 2008 (consulté le 11 mars 2017).
3. ↑  Laurenne Jannot, « Musique - La Fenice perd sa subvention municipale de fonctionnement », L'Yonne républicaine,‎ 28 décembre 2016 (lire en ligne, consulté le 11 mars 2017).
4. ↑  Séverine Mermilliod, « L’ensemble baroque La Fenice amputé d’une partie de ses subventions », Culturebox,‎ 30 décembre 2016 (lire en ligne, consulté le 11 mars 2017).
5. ↑  Véronique Sellès, « Sens - En ce printemps de renouveau, le chant des oiseaux inspire la Fenice en résidence artistique à Sens », sur L'Yonne républicaine, 2 juin 2021 (consulté le 22 février 2023).
6. ↑  Alexandre Chavance, « Culture - Vaste mise en musique pour l'ensemble baroque de La Fenice à Sens » , sur L'Yonne républicaine, 17 janvier 2023 (consulté le 22 février 2023).
7. ↑  « La Fevis exclut l’ensemble La Fenice », sur Diapason, 9 juillet 2024 (consulté le 2 octobre 2024).